# Shall we gather at the river?
Shall we gather at the River? (soms ook At the River) is een compositie van Robert Lowry. Lowry was destijds predikant aan de Hanson Place Baptist Church in Brooklyn, At the River valt daarom binnen zijn verzameling "Hanson Place". Lowry schreef de hymne annex gospel in 1864. Hij liet zich qua thema inspireren door Openbaringen vers 22:1 en 2.
Een vertaling van dit lied door C.S. Scheltema van Adema, hervormd predikant, is opgenomen in de zangbundel van Johannes de Heer als nummer 82 onder de titel "Zouden wij ook eenmaal komen"
De hymne is te horen in composities binnen de klassieke muziek van 
- Charles Ives: lied 81 van de 129
- Aaron Copland: Old American songs
- William Bolcom: Gospelpreludes boek 2

Ook werd de muziek regelmatig gebruikt in films, waarbij een behoorlijk aantal westerns:
- Stagecoach (1939)
- Tobacco Road (1941)
- My Darling Clementine (1946)
- Three Godfathers (1948)
- Hobson's Choice (1954)
- The Searchers (1956)
- Elmer Gantry (1960)
- Cat Ballou (1965)
- Major Dundee (1965)
- Who’s Minding the mint? (1967)
- Hang 'Em High (1968)
- The Wild Bunch (1969)
- Trip to Bountiful (1985)

Verder werd de titel gebruikt in een aflevering van de serie Falling Skies. Er is een Zweedse (O, hur saligt att få vandra) en Japanse versie.